# Ausbalancierte Primzahl
In der Zahlentheorie ist eine ausbalancierte Primzahl (vom englischen balanced prime) eine Primzahl {\displaystyle p_{n}\in \mathbb {P} }, welche exakt zwischen der vorherigen Primzahl {\displaystyle p_{n-1}} und der nachfolgenden Primzahl {\displaystyle p_{n+1}} liegt. Es gilt also für das arithmetische Mittel:
{\displaystyle p_{n}={\frac {p_{n-1}+p_{n+1}}{2}}}

## Beispiele
- Die 16. Primzahl ist {\displaystyle p_{16}=53}. Ihre Primzahlnachbarn sind {\displaystyle p_{15}=47} und {\displaystyle p_{17}=59}. Das arithmetische Mittel dieser beiden Nachbarn ist {\displaystyle {\frac {p_{15}+p_{17}}{2}}={\frac {47+59}{2}}=53=p_{16}}. Somit ist {\displaystyle p_{16}=53} eine ausbalancierte Primzahl.
- Die kleinsten ausbalancierten Primzahlen sind die folgenden:

5, 53, 157, 173, 211, 257, 263, 373, 563, 593, 607, 653, 733, 947, 977, 1103, 1123, 1187, 1223, 1367, 1511, 1747, 1753, 1907, 2287, 2417, 2677, 2903, 2963, 3307, 3313, 3637, 3733, 4013, 4409, 4457, 4597, 4657, 4691, 4993, 5107, 5113, 5303, 5387, 5393, … (Folge A006562 in OEIS)
- Die größte bekannte ausbalancierte Primzahl ist die folgende Primzahl:[1]

{\displaystyle p_{n}=1213266377\cdot 2^{35000}+2429}
Sie hat {\displaystyle 10546} Stellen und wurde im Jahr 2014 von David Broadhurst mit den Programmen PrimeForm und Primo entdeckt. Ihre Primzahlnachbarn sind {\displaystyle p_{n-1}=p_{n}-2430} und {\displaystyle p_{n+1}=p_{n}+2430}. Es ist aber {\displaystyle \pi (p_{n})} (siehe Primzahlsatz) noch nicht bekannt, man weiß also noch nicht, die wievielte Primzahl {\displaystyle p_{n}} ist.

## Bezeichnungen
Vergleicht man eine Primzahl {\displaystyle p_{n}} mit dem arithmetischen Mittel {\displaystyle {\frac {p_{n-1}+p_{n+1}}{2}}} ihrer Primnachbarn {\displaystyle p_{n-1}} und {\displaystyle p_{n+1}}, so erhält man folgende Typen:
- Ist {\displaystyle p_{n}>{\frac {p_{n-1}+p_{n+1}}{2}}}, so nennt man {\displaystyle p_{n}} starke Primzahl.

Sie liegt näher an der nächsten Primzahl {\displaystyle p_{n+1}} als an der vorherigen Primzahl {\displaystyle p_{n-1}}.
- Ist {\displaystyle p_{n}={\frac {p_{n-1}+p_{n+1}}{2}}}, so nennt man {\displaystyle p_{n}} ausbalancierte Primzahl (vom englischen balanced prime).

Sie liegt exakt zwischen der nächsten Primzahl {\displaystyle p_{n+1}} und der vorherigen Primzahl {\displaystyle p_{n-1}}.
- Ist {\displaystyle p_{n}<{\frac {p_{n-1}+p_{n+1}}{2}}}, so nennt man {\displaystyle p_{n}} schwache Primzahl (vom englischen weak prime, nicht zu verwechseln mit dem namensgleichen Begriff „schwache Primzahl“ (vom englischen weakly prime)).

Sie liegt näher an der vorherigen Primzahl {\displaystyle p_{n-1}} als an der nächsten Primzahl {\displaystyle p_{n+1}}.

## Eigenschaften
- In einer arithmetischen Primzahlfolge mit drei Primzahlen ist eine ausbalancierte Primzahl (definitionsbedingt) die zweite Primzahl.

## Ungelöste Probleme
- Es wird vermutet, dass es unendlich viele ausbalancierte Primzahlen gibt.

## Verallgemeinerungen
Eine ausbalancierte Primzahl der Ordnung k ist eine Primzahl {\displaystyle p_{n}}, welche gleich dem arithmetischen Mittel der benachbarten {\displaystyle k} Primzahlen darunter und darüber ist. Mit anderen Worten:
{\displaystyle p_{n}={\frac {\sum _{i=1}^{k}(p_{n-i}+p_{n+i})}{2k}}}

### Beispiele
- Die 2931. Primzahl ist {\displaystyle p_{2931}=26713}. Ihre kleineren Primzahlnachbarn sind {\displaystyle p_{2927}=26693,p_{2928}=26699,p_{2929}=26701} und {\displaystyle p_{2930}=26711}, die größeren Primzahlnachbarn sind {\displaystyle p_{2932}=26717,p_{2933}=26723,p_{2934}=26729} und {\displaystyle p_{2935}=26731}. Das arithmetische Mittel dieser insgesamt acht benachbarten Primzahlen ist

{\displaystyle {\frac {p_{2927}+p_{2928}+p_{2929}+p_{2930}+p_{2932}+p_{2933}+p_{2934}+p_{2935}}{8}}={\frac {26693+26699+26701+26711+26717+26723+26729+26731}{8}}={\frac {213704}{8}}=26713=p_{2931}}
Somit ist {\displaystyle p_{2931}=26713} eine ausbalancierte Primzahl der Ordnung {\displaystyle 4}.
- Die kleinsten ausbalancierten Primzahlen der Ordnung {\displaystyle 0} sind die Primzahlen:

2, 3, 5, 7, 11, 13, 17, 19, 23, 29, 31, 37, 41, 43, 47, 53, 59, 61, 67, 71, 73, 79, 83, 89, 97, 101, 103, 107, 109, 113, 127, 131, 137, 139, 149, 151, 157, 163, 167, 173, 179, 181, 191, 193, 197, 199, 211, 223, 227, 229, 233, 239, 241, 251, 257, 263, 269, 271, … (Folge A000040 in OEIS)
- Die kleinsten ausbalancierten Primzahlen der Ordnung {\displaystyle 2} sind die folgenden:

79, 281, 349, 439, 643, 677, 787, 1171, 1733, 1811, 2141, 2347, 2389, 2767, 2791, 3323, 3329, 3529, 3929, 4157, 4349, 4751, 4799, 4919, 4951, 5003, 5189, 5323, 5347, 5521, 5857, 5861, 6287, 6337, 6473, 6967, 6997, 7507, 7933, 8233, 8377, 8429, 9377, 9623, 9629, 10093, 10333, … (Folge A082077 in OEIS)
- Die kleinsten ausbalancierten Primzahlen der Ordnung {\displaystyle 3} sind die folgenden:

17, 53, 157, 173, 193, 229, 349, 439, 607, 659, 701, 709, 977, 1153, 1187, 1301, 1619, 2281, 2287, 2293, 2671, 2819, 2843, 3067, 3313, 3539, 3673, 3727, 3833, 4013, 4051, 4517, 4951, 5101, 5897, 6079, 6203, 6211, 6323, 6679, 6869, 7321, 7589, 7643, 7907, … (Folge A082078 in OEIS)
- Die kleinsten ausbalancierten Primzahlen der Ordnung {\displaystyle 4} sind die folgenden:

491, 757, 1787, 3571, 6337, 6451, 6991, 7741, 7907, 8821, 10141, 10267, 10657, 12911, 15299, 16189, 18223, 18701, 19801, 19843, 19853, 19937, 21961, 22543, 22739, 22807, 23893, 23909, 24767, 25169, 25391, 26591, 26641, 26693, 26713, … (Folge A082079 in OEIS)
- Die kleinsten ausbalancierten Primzahlen der Ordnung {\displaystyle n} mit {\displaystyle n=0,1,2,\ldots } sind die folgenden:

2, 5, 79, 17, 491, 53, 71, 29, 37, 983, 5503, 173, 157, 353, 5297, 263, 179, 383, 137, 2939, 2083, 751, 353, 5501, 1523, 149, 4561, 1259, 397, 787, 8803, 8803, 607, 227, 3671, 17443, 57097, 3607, 23671, 12539, 1217, 11087, 1087, 21407, 19759, 953, … (Folge A082080 in OEIS)
Beispiel:
In obiger Liste ist an der 10. Stelle die Zahl {\displaystyle 983}. Somit ist (die 166. Primzahl) {\displaystyle p_{166}=983} die kleinste ausbalancierte Primzahl der Ordnung {\displaystyle 9}. Tatsächlich ist {\displaystyle p_{166}={\frac {\sum _{i=1}^{9}(p_{166-i}+p_{166+i})}{2\cdot 9}}={\frac {17694}{18}}=983}.

## Eigenschaften
- Jede ausbalancierte Primzahl ist (definitionsbedingt) eine ausbalancierte Primzahl der Ordnung {\displaystyle 1}.